# Haaglandia
Haaglandia was een op 1 juli 2005 opgerichte amateurvoetbalvereniging uit Rijswijk, Zuid-Holland, Nederland. De thuiswedstrijden werden op het “Sportpark Prinses Irene” aan de Schaapweg -aan de rand van Den Haag- gespeeld. In het seizoen 2013/14 ging de club een naamskoppeling aan en kwam sindsdien uit onder de naam Haaglandia/Sir Winston. In april 2017 werd de club definitief failliet verklaard door de rechtbank.
Het eerste zaterdagelftal kwam in het seizoen 2016/17 uit in de Zaterdag Hoofdklasse A. Echter moest de club noodgedwongen zich al na één wedstrijd terugtrekken. De reden hiervoor was dat de club door betalingsachterstand aan de gemeente van het sportpark afmoest.
Het zondagstandaardelftal kwam negen seizoenen uit op het hoogste amateurniveau; van 2005/06-2009/10 vijf seizoenen in de Hoofdklasse, van 2010/11-2013/14 vier seizoenen in de Topklasse. In 2014/15 speelde Haaglandia tot maart 2015 weer in de Hoofdklasse (A), waarna het team zich terugtrok en definitief stopte met het spelen op zondag.

## Ontstaan
Haaglandia ontstond op 1 juli 2005 als gevolg van de fusie tussen FC Kranenburg en RVC Rijswijk. Deze twee clubs besloten samen een club te vormen omdat de senioren van FC Kranenburg op hoogst haalbare amateurniveau uitkwam, namelijk de Hoofdklasse (vanaf 2001/02) en de jeugdelftallen van RVC Rijswijk vrijwel allemaal op het een na hoogste niveau uitkwamen.

## Resultaten
In 2005 wist Haaglandia oud-Feyenoordspeler John de Wolf te contracteren om de club te trainen. In 2006 kwam Haaglandia in opspraak door een uit de hand gelopen opstootje tegen FC Hilversum. Als gevolg daarvan werden meerdere spelers voor een langere tijd geschorst en werd Haaglandia uit de competitie gezet. John de Wolf werd in 2007 ontslagen vanwege tegenvallende resultaten en gebrek aan chemie.
Na het vertrek van De Wolf kwam Albert van der Dussen als trainer bij Haaglandia. Vanaf die periode werd het relatief rustig binnen de club en werd er met een 4e en 3e plaats in de competitie eindelijk aan de hoge verwachtingen voldaan. In het seizoen 2009/10 was de club weer slecht begonnen maar kwalificeerde zich via de vierde plek op de ranglijst toch voor de nieuw ingestelde Topklasse. In het seizoen 2011/12 was Edwin Grunholz trainer en eindigde Haaglandia achter Achilles 29 op de tweede plaats in de Topklasse.
In seizoen 2013/14 degradeerde de zondagvoetballers naar de Hoofdklasse en liet het bestuur weten dat Haaglandia zich zou gaan concentreren op het zaterdagvoetbal. Door de stichting Soccerproof werd een zondagteam met "potentiële profvoetballers" op de been gebracht, maar de stichting trok zich terug, waardoor het niet langer mogelijk was om een volwaardig elftal te formeren. Nadat de Hoofdklasser 18 opeenvolgende wedstrijden had verloren, liet het bestuur begin maart 2015 aan de KNVB weten per direct te stoppen met zondagvoetbal.

## Opheffing
Op 24 augustus 2016 heeft het bestuur besloten Haaglandia op te heffen, nadat de gemeente Rijswijk de huur van de velden had opgezegd wegens een grote betaalachterstand en een kort geding hierover was verloren. De opheffing werd definitief op de ledenvergadering van 9 september 2016. In april 2017 werd de club definitief failliet verklaard.

## Competitieresultaten

### Haaglandia zaterdag 2006–2017
| 2 4C |

| 7 3B |

| 1 3A |

| 11 2C |

| 1 3C |

| 11 2C |

| 6 2C |

| 3 2C |

| 6 1B |

| 3 1B |

| 10 B |

| xx A |

| Hoofdklasse | Eerste klasse | Tweede klasse | Derde klasse | Vierde klasse |

### Haaglandia zondag 2006–2015
| 5 A |

| 7 A |

| 4 A |

| 3 A |

| 4 A |

| 7 |

| 2 |

| 13 |

| 13 |

| xx A |

| Topklasse | Hoofdklasse |

### RVC zaterdag 2001–2005
| 3 4B |

| 2 4B |

| 7 3B |

| 11 3C |

| 2 4C |

| Derde klasse | Vierde klasse |

### RVC zondag 1903–2000
| 1 3B |

| 10 2C |

| 4 3D |

| 5 3G |

| 2 3C |

| 5 3A |

| 6 3B |

| 2 3B |

| 7 3A |

| 6 3A |

| 8 3A |

| 5 3C |

| 7 3A |

| 7 3B |

| 1 3A |

| 6 3A |

| 7 3B |

| 3 3B |

| 8 3A |

| 4 3B |

| 5 3? |

| 5 3A |

| 8 3B |

| 2 4D |

| 1 4D |

|  |

| 9 3B |

| 3 3B |

| 7 3D |

| 7 3D |

| 10 3C |

| 8 4E |

| 3 4C |

| 8 4C |

| 2 4C |

| 2 4D |

| 3 3B |

| 1 3A |

| 9 3A |

| 2 3A |

| 5 3B |

| 1 3C |

| 8 2A |

| 10 2B |

| 11 2A |

| 1 3C |

| 3 2A |

| 3 2A |

| 4 2A |

| 1 2A |

| 2 1B |

| 1 1B |

| 5 1B |

| 7 1B |

| 7 1B |

| 4 A |

| 2 A |

| 5 A |

| 11 A |

| 3 A |

| 2 A |

| 12 A |

| 8 A |

| 14 A |

| 5 1B |

| 1 1B |

| 11 A |

| 9 A |

| 8 A |

| 9 A |

| 12 A |

| 3 1B |

| 6 1B |

| 6 1B |

| 11 1B |

| 5 2A |

| 1 2A |

| 12 1B |

| 10 2C |

| 1 3A |

| 8 2C |

| Hoofdklasse | Eerste klasse | Tweede klasse | Derde klasse | Vierde klasse |

In elke staaf van de grafiek staat van boven naar beneden vermeld: 
- Eindnotering

Dit is de positie die de club heeft bereikt in de competitie, zonder eventuele beslissings-, play-off- of nacompetitiewedstrijden die nodig zijn geweest om bijvoorbeeld de kampioen van de competitie te bepalen.
Indien een * achter het getal staat is de notering een tussenstand en kan het zijn dat de notering niet overeenkomt met de uiteindelijke eindstand van de competitie.
Staat er een - dan is het seizoen nog bezig en is er geen definitieve uitslag bekend.
Staat er xx op de positie van de notering, dan heeft de club vroegtijdig de competitie verlaten. Dit kan onder andere komen door terugtrekking van het team, faillissement van de club of door een uitgedeelde straf van de KNVB. In veel gevallen staat elders in het artikel de reden vermeld.
Staat er een ? dan is het resultaat uit het verleden onbekend, en is alleen de competitie of het niveau bekend van dat seizoen.
In de seizoenen 2019/20 en 2020/21 werd wegens de coronacrisis het amateurvoetbal afgebroken. Daardoor kennen deze staven geen eindklassering (middels -- weergegeven).
- Competitieniveau en afdelingsletter of Officiële eindstand Eredivisie
  - Competitieniveau en afdelingsletter

Hierbij geeft het getal het niveau weer, dat ook terug te vinden is in de legenda. De letter is de afdelingsaanduiding en wordt gebruikt wanneer er meer afdelingen zijn op hetzelfde niveau. De afdelingsletter is altijd een hoofdletter en wordt meestal zonder nummer gebruikt.
Voorbeeld: 2F is niveau 2e klasse competitie F.
Het competitieniveau en nummer wordt niet vermeld wanneer er slechts één competitie van dit niveau was.
  - Officiële eindstand Eredivisie (getal staat tussen haakjes vermeld)

Sinds de introductie van play-offwedstrijden voor Europees voetbal na afloop van de reguliere competitie in 2005/06, is de KNVB verplicht een eindstand van de Eredivisie door te geven aan de UEFA aan de hand van deze play-offwedstrijden.
Bij deze eindstand staan clubs die zich hebben gekwalificeerd voor Europees voetbal hoger dan clubs die zich niet wisten te kwalificeren. Indien er geen verschil was tussen de eindnotering en de officiële eindstand, staat dit getal niet vermeld.

- Onderafdeling

Hier staat afgekort de naam van de onderafdeling indien de club in dat jaar in een onderafdeling uitkwam. Tevens staat deze afkorting in de legenda en wordt gelinkt naar het artikel over deze onderafdeling. Deze afkorting wordt alleen vermeld wanneer de club in het verleden in verschillende onderafdelingen heeft gespeeld. Deze vermelding is in de staaf altijd in kleine letters. Deze onderafdelingen zijn na het seizoen 1995/96 afgeschaft. Heeft de club in slechts één onderafdeling gespeeld, dan is dit alleen terug te vinden in de legenda.
Onder de staaf staat het jaartal vermeld waarin het seizoen is afgesloten. 15 verwijst naar het seizoen 2014/15 of eventueel het seizoen 1914/15.
Wanneer een staaf leeg is, zijn deze gegevens niet bekend. Het kan ook zijn dat de club dat seizoen niet heeft meegespeeld op het hogere amateurniveau, vroegtijdig de competitie heeft verlaten of uit de competitie is gezet.

In het seizoen 1944/45 was er wegens de Tweede Wereldoorlog geen regulier competitievoetbal.

## Bekende (oud-)spelers
- Giorgio Achterberg
- Quincy Allée
- Zakaria Amrani
- Naoufal Bannis
- Tom Beugelsdijk
- Remon van Bochoven
- Issam Ahmar El Hank
- Delano Hill
- Brutil Hosé
- Mourad Mghizrat
- Aad de Mos (speler RVC 1965-1967, trainer RVC 1978-1980)
- Björn Raven
- Maikel Renfurm
- Jesse Schotman

RVC Celeritas · RVV Semper Altius · HVV Te Werve · KRSV Vredenburch
Voormalig: Haaglandia · RSV Hoekpolder · RVC Rijswijk